# العلاقات الأنجلو أمريكية في مؤتمر باريس للسلام عام 1919
العلاقات الأنجلو أمريكية في مؤتمر باريس للسلام عام 1919 هو كتاب للمؤرخ الأمريكي سيث بي تيلمان يُسلط الضوء على العلاقات بين المملكة المتحدة والولايات المتحدة خلال مؤتمر باريس للسلام عام 1919-1920؛ نُشر العمل لأول مرة في عام 1961.

## الروابط الخارجية
- الموقع الرسمي